# Samsara: Death and Rebirth in Cambodia
Samsara: Death and Rebirth in Cambodia is een Amerikaanse documentaire uit 1989 geregisseerd door Ellen Bruno. De film volgt de wederopbouw van Cambodja na het regime van Pol Pot. De film werd in 2012 toegevoegd aan de National Film Registry.